# 貝茨縣 (密蘇里州)
貝茨县（英語：Bates County）是美國密蘇里州西部的一個縣，西鄰堪薩斯州。面積2,205平方公里。根據美國2000年人口普查，共有人口16,653人。縣治巴特勒（Butler）。
成立於1841年1月29日。縣名可能紀念下列二人其中之一 （兩人為兄弟關係）：聯邦眾議員、司法部長愛德華·貝茨或第二任州長費德里克·貝茨。